# Szotinafalva
Szotinafalva (1899-ig Szottina, szlovákul: Sotina) Szenice városrésze, egykor önálló község Szlovákiában, a Nagyszombati kerület Szenicei járásában.

## Fekvése
Szenice központjától 1 km-re északra fekszik.

## Története
1446-ban "Zothinafalva" alakban említik először. Neve valószínűleg a török: sat (= elad) szóból származik. Ez alapján a honfoglalást követően idetelepített török nyelvű határőrző nép faluja lehetett.
Vályi András szerint "SZOTINA. Tót falu Nyitra Várm. földes Urai több Urak, lakosai többfélék, fekszik Szenichhez közel, mellynek filiája; határja középszerű, fája elég van, réttye hasznos, malma helyben, szőleje meglehetős."
Fényes Elek szerint "Szotina, tót falu, Nyitra vmegyében, Szénásfalu mellett, 167 kath., 207 evang., 4 zsidó lak. F. u. a berentsi uradalom. Ut. posta Nagy-Szombat.."
Nyitra vármegye monográfiája szerint "Szottina, Szenicz tőszomszédságában fekvő tót falu, 504 lakossal, kik közül 281 r. kath., 213 ág. evangelikus. Posta-, táviró- és vasúti állomása Szenicz. Kuffner Károlynak nagyobb kiterjedésü birtoka és szeszgyára van itt. E község 1446-ban „Szotinafalva” (Zothinafalva) néven szerepel. 1565-ben még Berencs várának tartozékát képezte."
1920-ig Nyitra vármegye Szenicei járásához tartozott, 1944-ben csatolták Szenicéhez.

## Népessége
1910-ben 643, túlnyomórészt szlovák anyanyelvű lakosa volt.

## Külső hivatkozások
- Szenice város hivatalos honlapja
- E-obce.sk[halott link]
- Községinfó
- Szotinafalva Szlovákia térképén